# Charles Édouard Guillaume
Charles Édouard Guillaume (ur. 15 lutego 1861 w Fleurier; zm. 13 maja 1938 w Sèvres) – szwajcarski fizyk, laureat Nagrody Nobla w dziedzinie fizyki w roku 1920 za wkład jaki wniósł w precyzyjne pomiary w fizyce dzięki odkryciu anomalii w wysokoniklowych stalach stopowych, Wielki Oficer Legii Honorowej.
Odkrył m.in. dwa stopy nazwane przez niego inwar i elinwar, które używane były przy budowaniu precyzyjnych instrumentów pomiarowych. Pracował w Observatoire de Paris w Paryżu. Jako pierwszy prawidłowo przewidział temperaturę przestrzeni kosmicznej.